# موراوسکه کنینیتسه
موراوسکه کنینیتسه (به چکی: Moravské Knínice) یک منطقهٔ مسکونی در جمهوری چک است که در ناحیه برنو-تسوونتری واقع شده‌است. موراوسکه کنینیتسه ۱۲٫۳۹ کیلومتر مربع مساحت و ۸۵۷ نفر جمعیت دارد و ۲۷۴ متر بالاتر از سطح دریا واقع شده‌است.